# Уотсон, Хэмиш
Хэмиш Уотсон (англ. Hamish Watson; род. 15 октября 1991 в Манчестере, Англия) — шотландский профессиональный регбист, фланкер клуба «Эдинбург» и сборной Шотландии.